# Karingana ua karingana
Karingana ua Karingana é a segunda obra do escritor moçambicano, José Craveirinha, datada de 1963 e editada pela primeira vez em 1974.
A obra pretendeu, nas palavras do autor, transmitir poeticamente o dia a dia dos moçambicanos, numa época marcada pela luta contra a ocupação colonial.
Karingana ua karingana é a expressão utilizada pelos rongas quando começam a contar uma história tradicional. Os ouvintes respondem-lhe karingana!. Corresponde à expressão «era uma vez» utilizada em português na mesma situação.